# L'oroscopo del cuore
L'oroscopo del cuore è il sesto album in studio del cantante napoletano Anthony, pubblicato nel 2009.

## Tracce
1. E chiammalo
2. Te ne vaie
3. Fatte spuglià
4. Nisciuno maje
5. Troppo esagerata
6. Come foglia al vento
7. Il falco e la colomba
8. 'Nu pate carcerato (feat. Nello Amato)
9. Me chiamme ancora
10. Che donna sexy
11. Ce tiene ancora
12. Vocca e vocca
13. Pronto sono Antonio (feat. Fortuna)